# I magliari
I magliari è un film drammatico del 1959 diretto da Francesco Rosi.

## Trama
Mario Balducci è un giovane immigrato italiano originario di Grosseto, che si trova ad Hannover, nell'allora Germania dell'Ovest, senza casa e lavoro. Sconfortato dal fatto di essersi ridotto quasi all'elemosina dal suo arrivo in Germania, una notte s'imbatte casualmente in Ferdinando Magliulo, detto Totonno, un magliaro romano al servizio di un faccendiere napoletano, don Raffaele Tramontano. Constatata la sua profonda indigenza, Totonno lo prende sotto la sua ala, decidendo di prepararlo ed avviarlo al mestiere di magliaro; il suo giovane allievo, però, non ci mette molto a capire la natura essenzialmente disonesta del lavoro ma, per necessità, accetta comunque di entrare nel giro. Il mattino dopo Mario scopre che Totonno se n'è andato fuori città e, come d'abitudine, resterà via sette giorni.
Infatti, Totonno si trova a fare spesso la spola tra Hannover ed Amburgo in quanto sta segretamente imbastendo una collaborazione d'affari con i benestanti coniugi Mayer (interessati ad entrare nel lucroso mercato dei magliari), volendo affrancarsi dalla propria subalternità nei confronti di don Raffaele ed imbastire così facendo un giro tutto suo. Totonno riesce dunque a convincere, promettendo ancor più laute remunerazioni, il proprio gruppo di amici e colleghi napoletani a seguirlo come loro nuovo capo, abbandonando così Don Raffaele il quale, a seguito di ciò, medita vendetta. Totonno e il suo gruppo di amici, a cui si unisce anche Mario, si trasferiscono quindi ad Amburgo, dove appena arrivati ricevono però la sgradita sorpresa delle gomme bucate ad una delle loro auto. Convinti che si tratti solo dello scherzetto di qualche ragazzino, i magliari lasciano correre e, scoperto che Paula Mayer si è invaghita di Mario, convincono quest'ultimo a frequentare la donna, in maniera tale da potervi ricavare maggior vantaggio economico. Mario però si innamora realmente di Paula, nonostante lei sia una donna ricca e abbia un passato da prostituta alle spalle.
Nei giorni successivi, i magliari continuano a trovare le gomme delle proprie auto tagliate ed uno di loro, mentre si trova in auto nel bel mezzo del traffico, viene assalito da un uomo in moto che, armato di pistola, gli spara addosso facendolo sbandare. I magliari vengono così a sapere che prima di loro c'erano già i polacchi ad esercitare la professione in città; per non avere ulteriori problemi, il gruppo decide quindi di organizzare un incontro con il loro capo per arrivare di comune accordo ad un piano economico per la spartizione equa della piazza ma, nonostante il gruppo si faccia il giro di tutti i locali notturni frequentati dagli immigrati in città, i polacchi paiono essere inavvicinabili.
Il mattino dopo dunque, quando i magliari si apprestano ad andare al lavoro, vengono accerchiati dai polacchi: la violenta colluttazione che ne segue viene interrotta solo grazie all'intervento della polizia. I magliari convocano quindi Totonno per esprimergli tutto il loro malcontento, facendogli inoltre capire che se non fosse in grado di "sistemare" i polacchi una volta per tutte, sarebbero molto ben disposti a ritornare dal vecchio capo che, nonostante tutto, non li ha mai fatti lavorare sotto tali pericoli.
Totonno, per nulla disposto a rinunciare all'agiatezza conseguita, ma comunque incapace di farsi valere come "capozona", tenta di convincere Mario ad estorcere col ricatto a Paula una cospicua somma di denaro con la quale potersi comprare i polacchi e chiudere così la disputa. Ma il giovane non ci sta ed avverte la donna delle manovre dell'uomo, la quale avvisa subito il marito. Il giorno seguente il signor Mayer si presenta alla banda in compagnia di Don Raffaele, annunciando d'essersi messo in società con quest'ultimo, il quale inoltre dichiara d'aver perdonato i magliari della loro defezione e di volersi occupare personalmente della faida coi polacchi; dopodiché, dinanzi a tutti, Don Raffaele redarguisce Totonno, quasi umiliandolo, e lo scaccia, intimandogli dietro minaccia di morte di lasciare immediatamente la città. Mario, invece, pur godendo della protezione di Paula, rifiuta di continuare e decide di tornarsene in Italia per trovare un lavoro onesto.

## Produzione
(Francesco Rosi)

### Riprese
Il film venne girato interamente nella Germania dell'Ovest, tra Hannover e Amburgo; inoltre la produzione, per rendere la vicenda più verosimile, visitò i luoghi frequentati da veri magliari e si avvalse della loro collaborazione, da cui gli attori presero spunti.
L'automobile utilizzata da Totonno (Alberto Sordi) è una Borgward Isabella, della Borgward di Brema. Si nota poi una Opel Olympia Rekord in uso ad un altro magliaro. La Mercedes-Benz 220S Cabriolet "ponton" è l'auto di Paula Mayer (Belinda Lee).

## Colonna sonora
Composta e diretta da Piero Piccioni, con l'inserimento di varie canzoni di successo degli anni 1950.
- Tom Dooley, di Dave Guard e G.C.Testoni, cantata dal Quartetto 2+2, edizioni La voce del padrone
- Chella llà, di Bertini Taccani Di Paola, cantata da Renato Carosone, edizioni Pathè
- Maruzzella, di Enzo Bonagura e Renato Carosone, cantata da Renato Carosone, edizioni Pathé
- Maliziusella, di Specchia Capotosti, cantata da i 5 Ciro's, edizioni Cetra
- Piccolissima serenata, di Antonio Amurri e Gianni Ferrio, edizioni Liberty
- Night train, di Forrest, edizioni Canzoni Moderne
- Buonasera signorina, di Sigman, De Rose, Pinchi, edizioni Diesis
- Tu che ti senti divina, di Pavani, Grasso, edizioni Liberty
- Tequila, di Cuck Rio, edizioni Worldmusic
- You Are My Destiny, di Paul Anka, cantata da Tony Renis, edizioni Neapolis
- Sputnik Rock, di G. Principe, edizioni Vis Radio
- Fever, di Davenport, Cooley, Devilli, cantata da Lydia MacDonald, edizioni Curci
- Was It You, di Carol Danell, Piero Morgan, cantata da Nicola Arigliano, edizioni Titanus
- Baby Rock, di Carol Danel e Piero Morgan, cantata da Tony Renis, edizioni Titanus
- You Told A Lie, di Carol Danel e Piero Morgan, cantata da Tony Renis, edizioni Titanus

## Distribuzione
Il film uscì nelle sale cinematografiche italiane a partire dal 23 settembre 1959, mentre in Francia il 14 ottobre 1979, 20 anni dopo.

### Censura
Per la distribuzione nelle sale nel 1959 la censura fece eliminare la scena in cui Mario e Paula sono a letto. Venne inoltre messo il divieto alla visione a minori di 16 anni. Per la riedizione, nel 1969, venne fatta eliminare tutta la sequenza della ballerina nel locale notturno, accorciata la scena in cui Mario viene picchiato dai sicari di don Raffaele, abbreviata la scena d'amore tra Mario e Paula e eliminati dettagli della scazzottata tra zingari e magliari. Vennero però aggiunte scene non incluse nel 1959: allungata la scena di Totonno e Mario in CLL di spalle nel viale del cimitero, inserita la scena di Mario che insegue la macchina di Paula, di Mario di spalle che passa tra operai che salgono per una scala, una scena coi magliari di fronte al Casinò de Paris e allungata la scena in cui Totonno visita la strada con le prostitute in vetrina. Per questa edizione venne tolto il divieto ai minori.

### Doppiaggio
L'attore Carmine Ippolito, che nel film interpreta la parte del boss don Raffaele Tramontano, è doppiato da Aldo Giuffré. Di conseguenza, non potendo avere la sua voce nel film, Giuffré viene doppiato dal fratello Carlo.

## Riconoscimenti
- 1960 – Nastro d'argento
  - Migliore fotografia in bianco e nero a Gianni Di Venanzo
  - Candidatura alla migliore musica a Piero Piccioni
- 1960 – Festival internazionale del cinema di San Sebastián
  - Menzione speciale per la Concha de Plata al miglior regista a Francesco Rosi

## Restauro
Il film è stato restaurato nel 2009 dalla Cineteca del Comune di Bologna e dal Museo nazionale del cinema di Torino, inaugurando il progetto 100 film italiani da salvare nelle "Giornate degli Autori" alla Mostra del cinema di Venezia. Il restauro è stato effettuato dal laboratorio "L'Immagine Ritrovata" della Cineteca di Bologna, a partire dai negativi originali depositati dalla casa di produzione Titanus presso la Cineteca stessa. La versione restaurata è stata presentata in anteprima il 10 settembre 2009 alla 66ª Mostra internazionale d'arte cinematografica di Venezia.